# Nueva canción
Nueva canción (Spaans voor "nieuw lied") is de naam van een sociale beweging en muziekgenre uit Ibero-Amerika en het Iberisch Schiereiland. De muziek is beïnvloed door folk en wordt gekenmerkt door sociaal gedreven teksten. De nueva canción speelde een grote rol in de pro-democratische omwentelingen in Portugal, Spanje en Latijns-Amerika in de jaren 1970 en 1980.
Nueva canción ontstond zo goed als gelijktijdig in de jaren 1960 in Argentinië, Chili en Spanje en kort daarna in andere landen van Latijns-Amerika, waar het muziekgenre ook onder andere namen bekend stond. De stijl vernieuwde de traditionele Latijns-Amerikaanse volksmuziek en werd gauw geassocieerd met revolutionaire bewegingen zoals het Latijns-Amerikaanse Nieuw Links, de bevrijdingstheologie, de hippiebeweging en de mensenrechtenbeweging omwille van zijn politiek geïnspireerde teksten. De muziek genoot een grote populariteit in Latijns-Amerika en beïnvloedde verschillende andere genres zoals Ibero-Amerikaanse rock, cumbia en Andesmuziek.
De liederen werden vaak geconfronteerd met censuur en de nueva canción-artiesten met verbanning, marteling, moord en gedwongen verdwijning onder de rechtse militaire dictaturen die Ibero-Amerika en het Iberisch Schiereiland teisterden in de tweede helft van de 20e eeuw, zoals het Spanje onder Franco, Chili onder Pinochet, Portugal onder Salazar en Argentinië onder Videla.

## Voorbeelden van nueva canción-artiesten

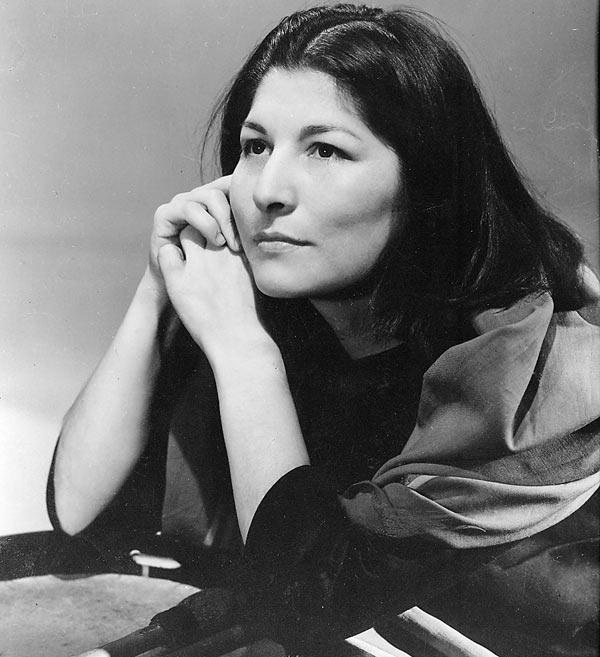
Mercedes Sosa (Argentinië), een van de eerste nueva canción-artiesten
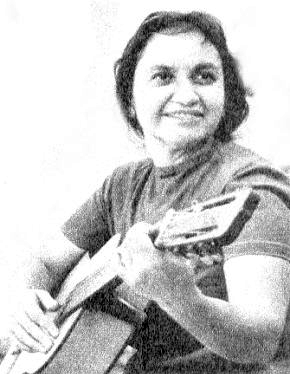
Violeta Parra (Chili)
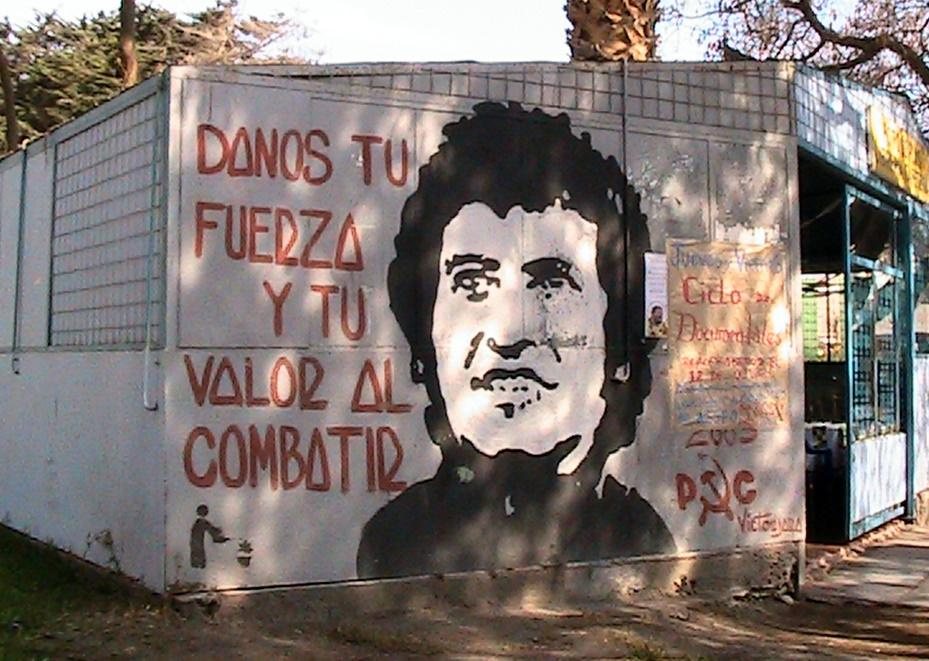
Víctor Jara (Chili), vermoord tijdens de staatsgreep van 1973
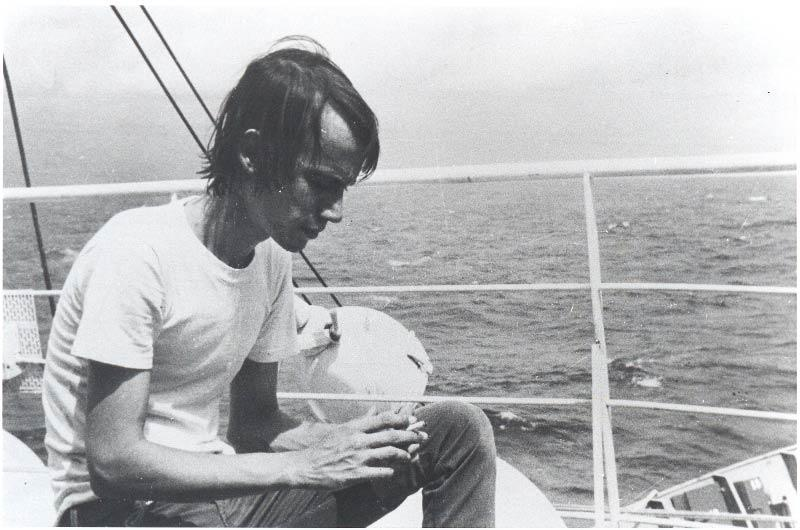
Silvio Rodríguez (Cuba)